# Tawhitia pentadactylus
Tawhitia pentadactylus is een  
vlinder uit de familie van de grasmotten (Crambidae). De wetenschappelijke naam van de soort is voor het eerst geldig gepubliceerd in 1863 door Zeller.